# انتخابات الرئاسة الأمريكية 1844
الانتخابات الرئاسية الأمريكية 1844 هي الانتخابات الرئاسية الأمريكية التي جرت في 1844، لانتخاب رئيس الولايات المتحدة، فاز بالانتخابات جيمس بوك.

## معرض صور

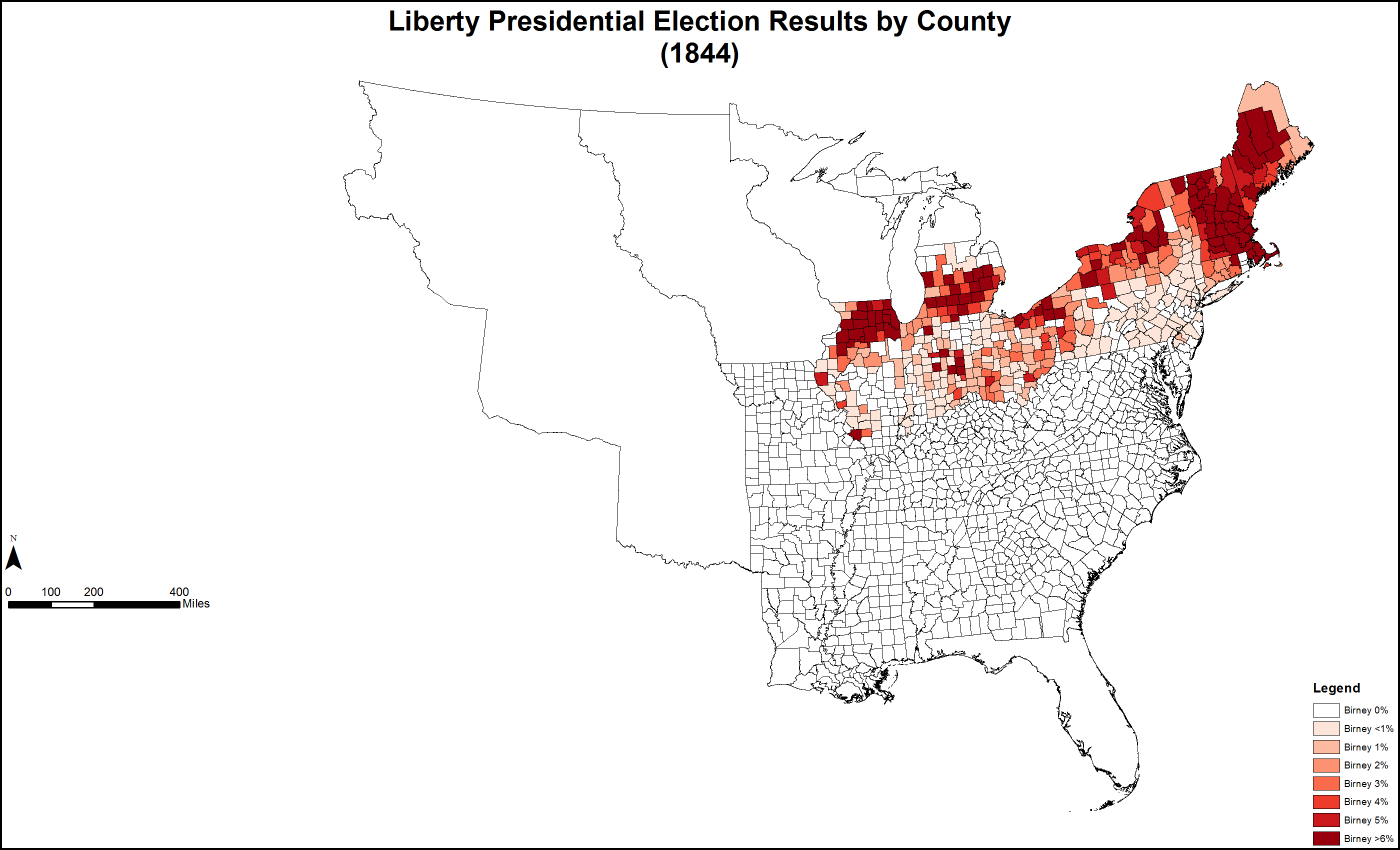
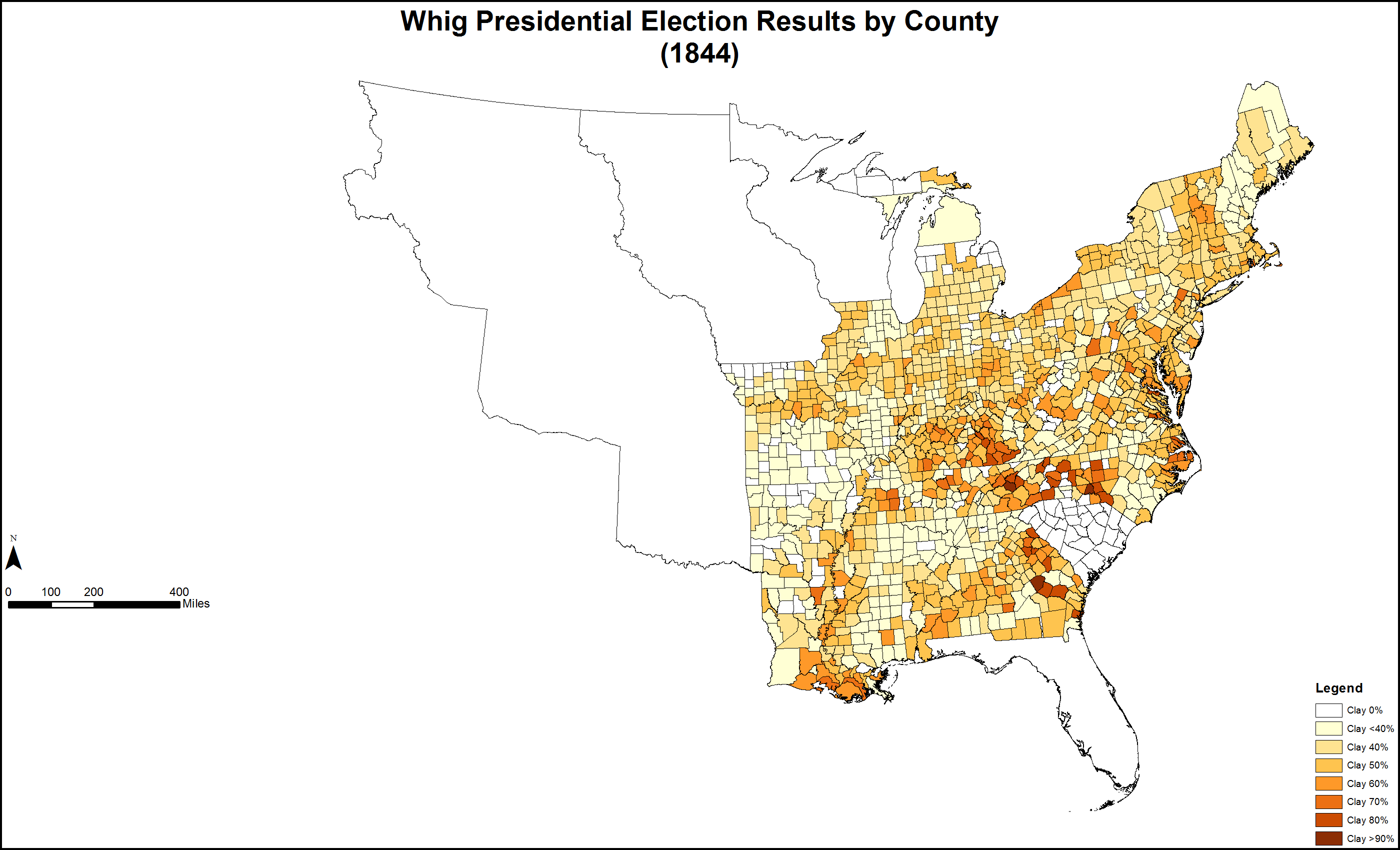
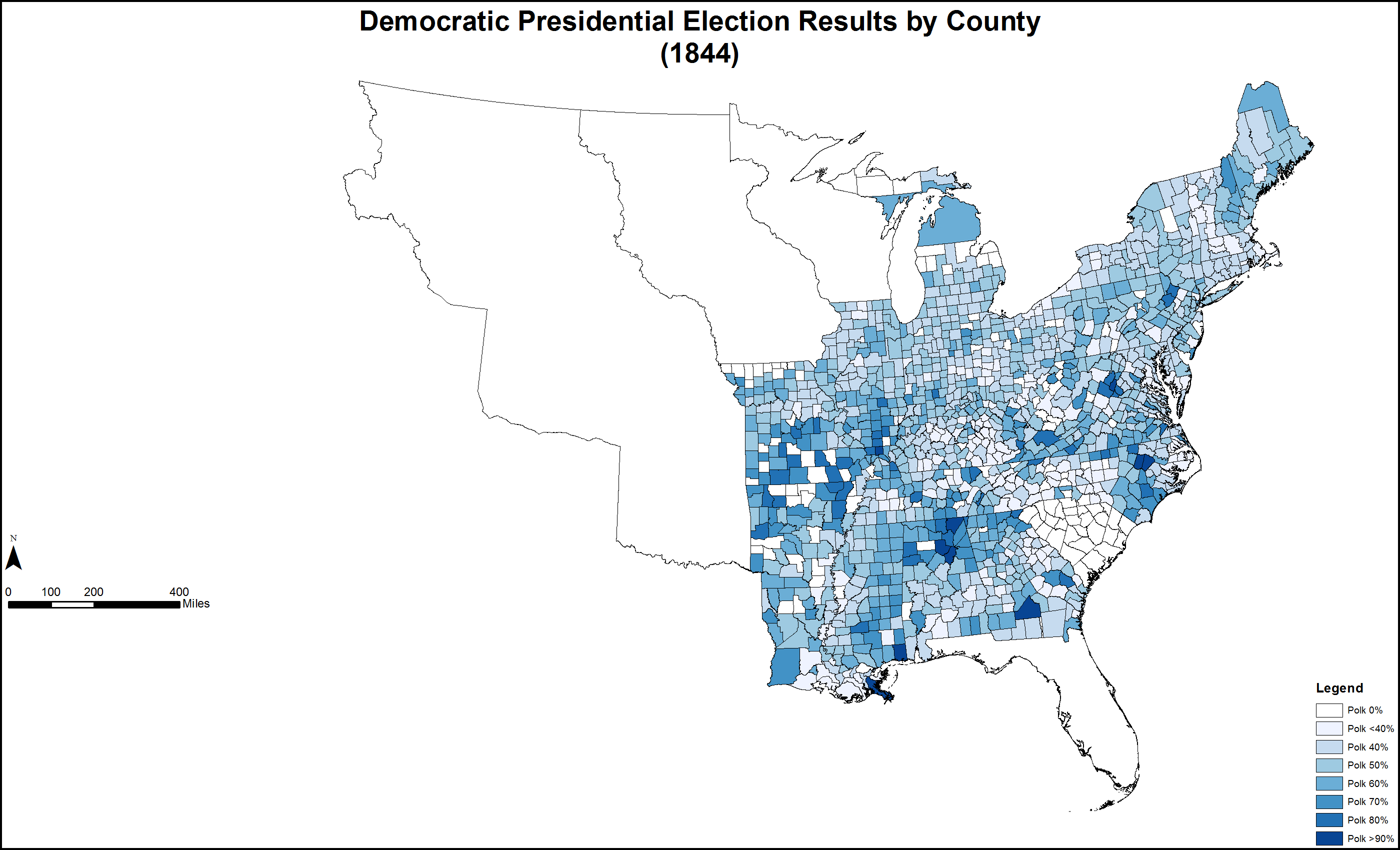
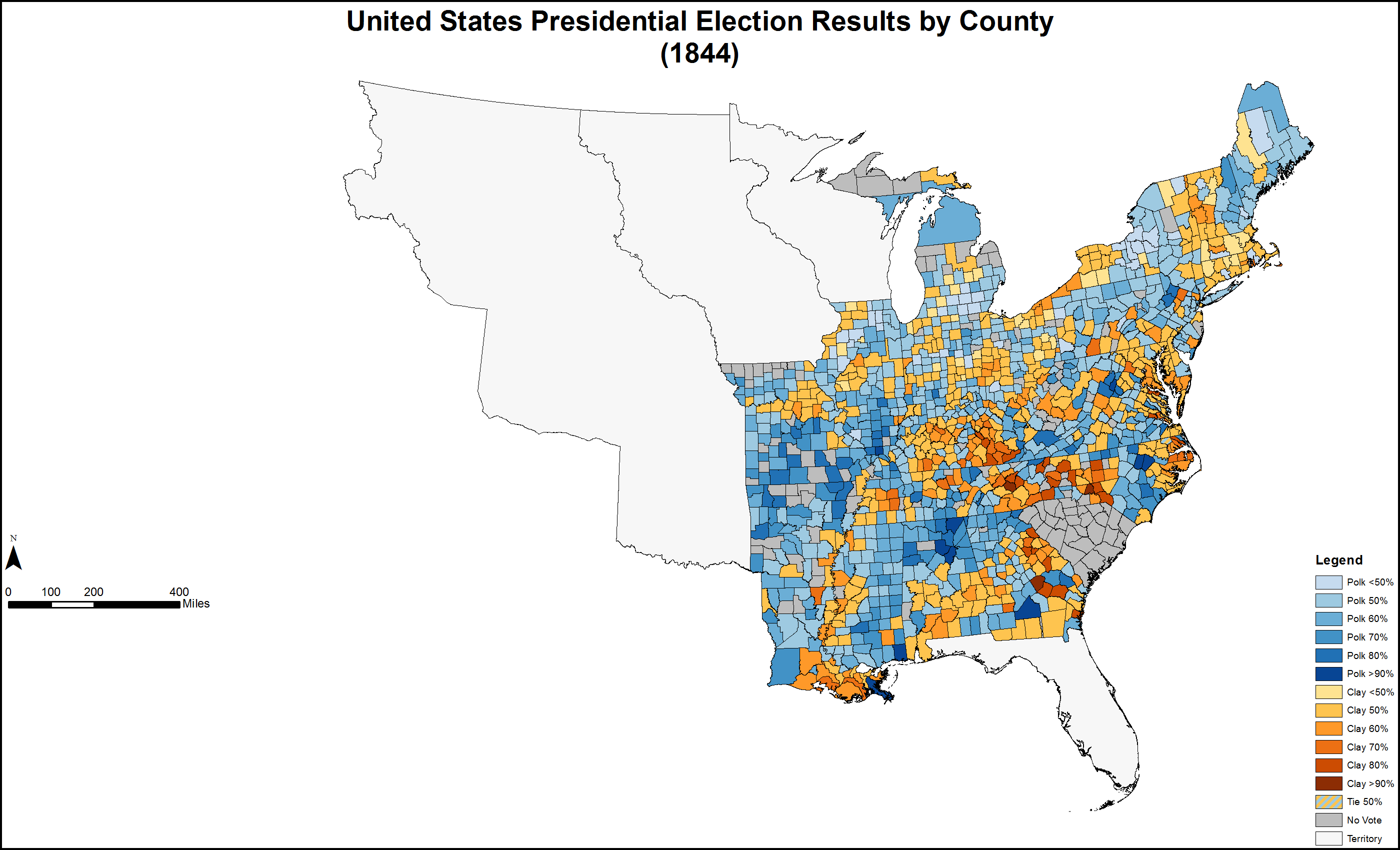
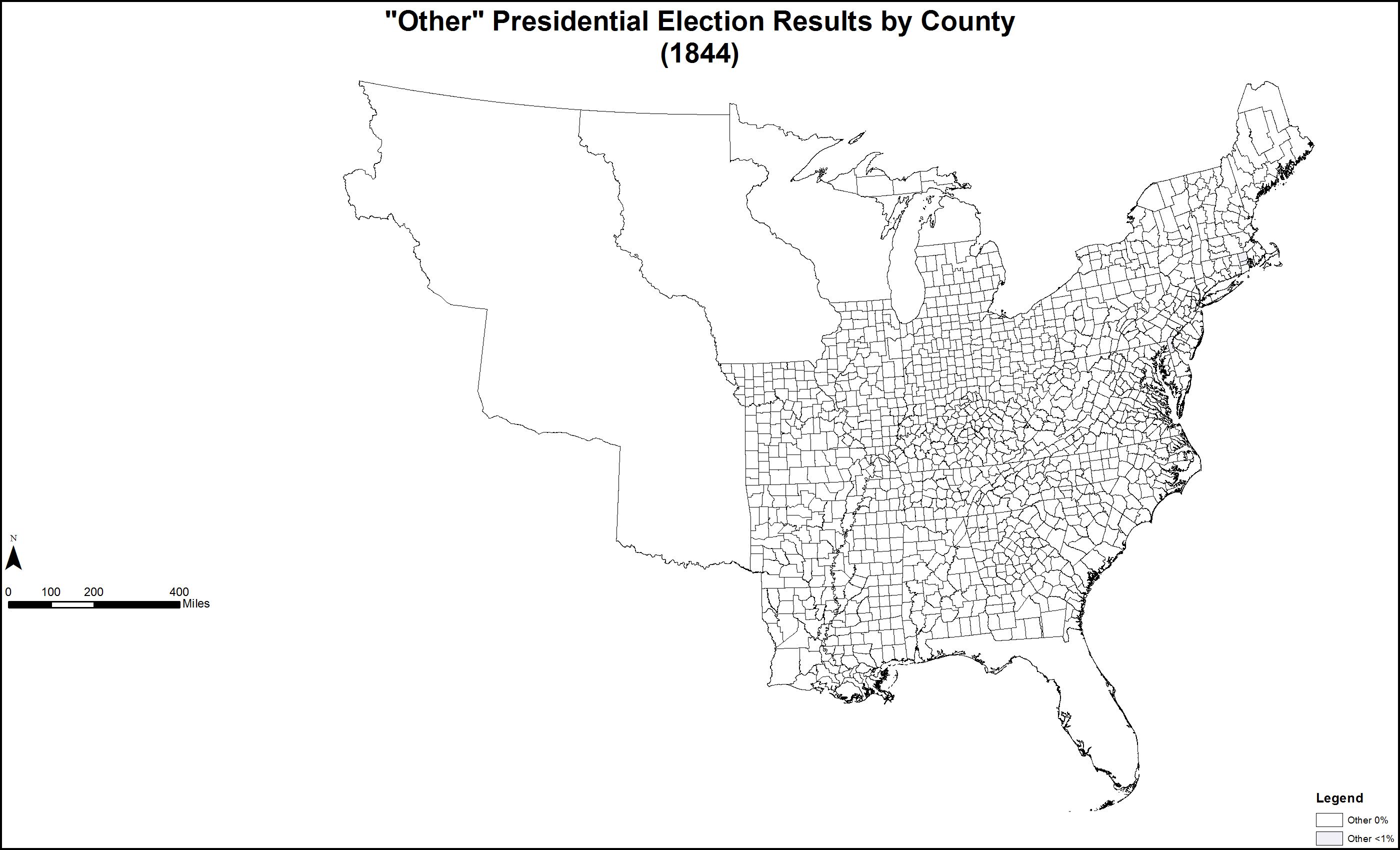

## المرشحين
| المرشح   | الحزب | عدد الأصوات |
| -------- | ----- | ----------- |
| جيمس بوك |       |             |